# الفهيد (مرات)
الفهيد (مرات) أسرة من آل مغيرة من قبيلة بني لام من طيء، من الأسر المعروفة في مدينة مرات بإقليم الوشم وسط نجد في المملكة العربية السعودية. يعود نسبهم إلى المغيرة بن سلمان، ولهم وجود قديم في مرات وما حولها، وينسبون إلى فهيد بن صالح بن فهيد بن محمد بن عبدالله بن حمود من السوالم من آل مغيرة. وتختلف أسرة الفهيد في مرات عن أسرة الفهيد في القصيم التي ترجع إلى قبيلة عتيبة.